# God of War
God of War (Bog rata) je video-igra za PlayStation 2 konzolu izdata 22. marta 2005. godine. Ovo je akciona-avanturistička igra koja je zaosnovana na grčkoj mitologiji, koja je kumulacijom dovela do četvrtog dela u kome se glavni heroj Kratos susreće sa bogovima iz Nordijske mitologije. Ovu igru je razvio Sony Computer Entertainment.
Veoma je dobro primljena kod kritičara i obožavatelja, a sama igrica je dobila mnogo nagrada, uključujući "Igru godine", najveću počast Interaktivne akademije za umetnost i nauku. 2007. godine, IGN je imenovao God of War za najbolju igricu za PlayStation 2 svih vremena, na njihovoj Top 25 listi PS2 igrica. Zahvaljujući popularnosti igre i dobrim kritikama, izašao je novi nastavak God of War II 13. marta 2007. godine. Kraj druge igre nije potpun tj. nastavlja se u trećem delu serijala - God of War III koji je ekskluziva za PlayStation 3. Uspeh koji su postigli trilogijom proširio se i na konzolu PlayStation Portable u kom su izašla dva dela. Jedan koji se dešava pre prvog dela i jedan koji se dešava između prvog i drugog dela. Jedna igrica je izašla čak i za mobilni telefon koja ima naziv God of War : Betrayal,ali nije postigla toliko uspeha kao i igre za konzole. 

## Spoljašnje veze
- Zvanični sajt
- Zvanični sajt za Evropu Архивирано на веб-сајту  (23. март 2010)